# Chandeen
A Chandeen egy 1990-ben alapított német darkwave együttes.

## Története
Oliver Henkel és Harald Löwy alapította 1990-ben. Első énekesük, az iráni származású Aline Akbari 1991-ben csatlakozott az együtteshez, Antje Schulz, a második énekes pedig 1992-ben. Szintén ebben az évben Oliver Rösch, a Hyperium Records alapítója szerződést ajánlott az együttesnek. Ennek keretén belül született meg első albumuk, a Shaded by the Leaves. A lemez felvétele azonban már Akbari nélkül zajlott, aki még a szerződés aláírása előtt pár héttel elhagyta az együttest. Az albumon már Catrin Mallon, az új énekes hangja szólalt meg Antje Schulz mellett.
1994 őszén Oliver Henkel és Harald Löwy hat hétre Dániába, Jyllandra költöztek, hogy ihletet merítsenek az új albumhoz. A Jutland című lemez mélyen atmoszferikus hangzása igen jelentős befolyást gyakorolt a német Undergound zenei világra. Ecki Stieg, a stílus „szeme és füle” a következőket nyilatkozta 1995-ben: „A Chandeen a Jutlanddal olyan albumot hozott létre, ami értékmérőjévé válhat a stílus számára.” A Jutland egy héten át a német „Alternative Charts” élén szerepelt, és mindmáig a Chandeen legkülönlegesebb albumaként emlegetik. Az együttesen belüli konfliktusok azonban már a stúdiófelvételek alatt is kiütköztek. Ez ahhoz vezetett, hogy Catrin Malon és Oliver Henkel 1994 végén elhagyták a együttest.
1995 tavaszán Stephanie Härich csatlakozott a Chandeenhez. Hat hónappal később megjelent egy kislemezük, a Light Within Time, majd nem sokkal később, 1996-ban a harmadik album, a The Waking Dream. Intenzív turnéba kezdtek és eközben a német Heavenly Voices és Romantic stílus egyik zászlóshajójává váltak. 1997-ben az együttes elhagyta a Hyperium Recordsot és a hannoveri SPV-vel kötött új szerződést. Megszületett negyedik lemezük, a Spacerider – Love at First Sight, melyben már új gitárosuk, Florian Walther is közreműködött. 1998-ban leforgatták első videóklipjüket, a Skywalkingot. A klip több héten át futott az MTV-n és a Viva zenei csatornán. Harald Löwy megalapította saját kiadóját, a Kalinkaland Recordsot és ennek keretein belül 2002 őszén kiadták ötödik albumukat, a Bikes and Pyramidsot, az utolsó lemezt, melyen még Stephanie Härich is énekelt. 2003-ban látott napvilágot a hatodik album, az Echoes. Ez a lemez a „vissza a gyökerekhez” szellemében született; a meditatív, romantikus hangzás ismét zenéjük fő motívumává vált. A 2004-ben kiadott Pandora’s Box az utolsó, az együttes elmúlt tizenkét évének összegzése volt.

## Diszkográfia
| Stúdióalbumok és EP-k - 1994 – Shaded by the Leaves (CD) - 1995 – Jutland (CD) - 1995 – Light Within Time (EP + CD-ROM Video) - 1996 – The Waking Dream (CD) - 1998 – Spacerider – Love at First Sight (CD) - 2001 – Bikes and Pyramids (CD) - 2003 – Echoes (CD) - 2008 – Teenage Poetry (CD) - 2011 – Blood Red Skies (CD) Válogatások - 1998 – A Taste Like Ginger (CD) - 2004 – Pandora’s Box (CD) | Kislemezek - 1994 – Red Letter Days / Lumis (MCD) - 1995 – Strawberry Passion (CDS) - 1996 – Papillon (It’s Easy To Fly) (MCD) - 1998 – Spacerider (MCD) - 1999 – Skywalking (MCD) - 2002 – My World Depends on You (CDS) Videók - 1998 – Skywalking (Videóklip) |